# ピュロン

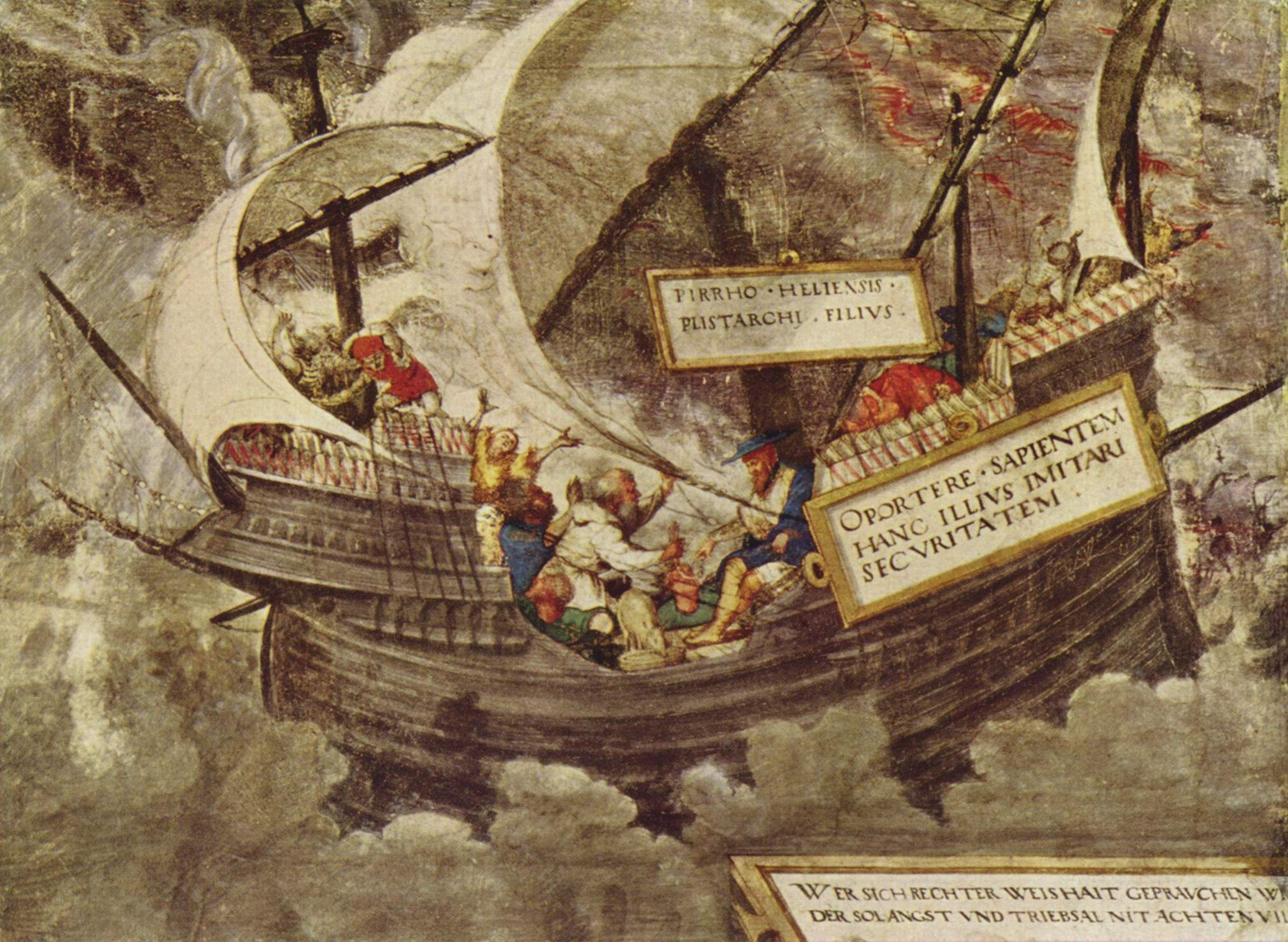
Πύρρων

ピュロン（希: Πύρρων, Pyrrōn、英: Pyrrho、紀元前360年頃 - 紀元前270年頃）は、古代ギリシア・エリス出身の哲学者。古代の最初の懐疑論者として知られており、アイネシデモスによって紀元前1世紀に創始された「ピュロン主義」の起源として知られている。

## 生涯
ディオゲネス・ラエルティオスはアポロドーロスを引用して次のように述べている。ピュロンはもともと画家であり、彼の絵はエリスの学校に保存されていた。後にデモクリトスの著作によって哲学の道へと導かれ、ブリュソンやスティルポンによってメガラ派の論理学に習熟するようになった。
ピュロンはアナクサルケスとともにアレクサンドロス3世（大王）の東征に随い、インドでは裸の哲学者たち、ペルシアではマギたちに学んだとされる。東洋哲学、特に仏教哲学に触れたことが、自分の哲学を生み出し、孤独な生活を送るようになったきっかけとなったようである。エリスに戻ってからは貧困に生きたが、エリス人たちは彼を尊敬し、またアテネ人たちは彼に市民権を授与した。彼の思想は主に、弟子のプリウスのティモンによる風刺文学によって知られている。
ピュロンは紀元前270年頃、懐疑論に束縛されるあまり、不運な死を遂げたと言われている。伝説によれば、彼は目隠しをしながら弟子達に懐疑主義について説明しており、弟子達の、目前に崖があるという注意を懐疑したことにより不意の死を迎えたと言われている。しかしこの伝説もまた疑われている。

## 思想
ピュロンの思想は不可知論'Acatalepsy'という一言で言い表すことができる。不可知論とは、事物の本性を知ることができない、という主張である。あらゆる言明に対して、同じ理由付けをもってその逆を主張することができる。そのように考えるならば、知性的に一時停止しなければならない、あるいはティモンの言を借りれば、いかなる断定も異なった断定に比べてより良い、ということはない、と言えるだろう。そしてこの結論は、生全体に対してあてはまる。それゆえピュロンは次のように結論付ける。すなわち、何事も知ることはできない、それゆえ唯一適当である態度は、アタラクシア（苦悩からの解放）である、と。
ピュロンはまた、知者は次のように自問しなければならないと言う。第一は、どのような事物が、どのように構成されているのか。次に、どのように我々は事物と関係しているのか。最後に、どのように我々は事物と関係するべきか。ピュロンによれば、事物そのものを知覚することは不可能であって、事物は不可測であり、不確定であり、あれがこれより大きかったり、あれがこれと同一だったりすることはない、とされる。それゆえ、我々の感覚は真実も伝えず、嘘もつかない。それゆえ、我々はなにも知ることがない。我々は、事物が我々にどのように現れてくるか、ということを知るだけなのであり、事物の本性がいかなるものか、ということについては知ることがない。
知識を得ることが不可能だということになれば、我々が無知だとか不確実だという点を考慮に入れても、人は無駄な想像をして議論を戦わせていらいらしたり激情を抱いたりすることを避けるだろう。ピュロンによるこの知識が不可能だという主張は、思想史的には不可知論'Agnosticism'の先駆でありまたその最も強い主張である。倫理学的には、ストア派やエピクロス主義の理想的な心の平安と比較される。
重要な点であるが、懐疑論の定める基準によれば、ピュロンは厳密には懐疑論者ではない。そうではなく、彼はむしろ否定的ドグマ主義者'negative dogmatist'であった。世界において事物がいかにあるか、という視点からみるならば彼は「ドグマ主義者」であり、知識を否定するという面から見るならば彼のドグマは「否定的」なのである。